# Ruth Zechlin
Ruth Zechlin (ur. 22 czerwca 1926 w Großhartmannsdorfie, zm. 4 sierpnia 2007 w Monachium) – niemiecka kompozytorka, organistka, klawesynistka.

## Życiorys
Była córką nauczycieli: Hermanna Oschatza i Friedy Oschatz z domu Tillich. Mieszkała w Lipsku od 1928 roku. Uczyła się gry na fortepianie od 1931 roku. Studiowała grę na fortepianie i organach, kompozycję i teorię muzyki w lipskiej Hochschule für Musik, gdzie uczyła się m.in. u Karla Straubego (muzyka kościelna i gra na organach), Johanna Nepomuka Davida i Günthera Ramina. Wykładała w berlińskiej Hochschule für Musik od 1950 do 1986 roku, kiedy to przeszła na emeryturę. Występowała jako organistka i klawesynistka.
Jej mężem był pianista Dieter Zechlin od 1951 do 1972 roku. Mieli córkę Claudię (ur. 1954).
Przeprowadziła się do Bawarii w 1991 roku. Została pochowana na cmentarzu w Pfaffenhofen an der Ilm.

## Nagrody
- Goethe-Preis der Stadt Berlin(inne języki) (1962)[6]
- Hanns-Eisler-Preis(inne języki) (1968)[7]
- Krzyż Oficerski Orderu Zasługi Republiki Federalnej Niemiec (1997)[7]
- Order Maksymiliana (2001)[8]

## Twórczość
Komponowała muzykę orkiestrową, utwory fortepianowe, utwory chóralne; zostawiła po sobie około 260 utworów. Wybrane dzieła:
- Muzyka na orkiestrę nr 1 (1957)[1]
- Händelvariationen na orkiestrę kameralną (1958)[1]
- Muzyka na klawesyn[1]
- Sonatina na skrzypce i fortepian (1956)[1]
- Trio na obój, altówkę i wiolonczelę (1957)[1]
- Lidice, kantata (1958)[1]
- Koncert skrzypcowy (1963)[9]
- Reineke Fuchs, opera (1967)[9]
- Koncert fortepianowy (1974)[9]
- La Vita, balet (1983)[9]
- Die Reise, opera kameralna (1992)[9]
- Venezianisches, koncert na klawesyn i smyczki (1994)[9]
- In memoriam Witold Lutosławski na altówkę solo (1995)[10]
- Geistliche Kreise (1995)[11]
- Die Sieben Letzten Worte Jesu Am Kreuz (1996)[11]
- Drei Lieder Nach Texten Der Hildegard Von Bingen (1996)[11]
- Dies irae na mezzosopran i organy (1999)[9]